# 哈爾丹 (伊利諾伊州)
哈爾丹（英語：Haldane）是位於美國伊利諾伊州奧格爾縣的一個非建制地區。該地的面積和人口皆未知。

## 地理
哈爾丹的座標為42°04′43″N 89°34′10″W / 42.07861°N 89.56944°W，而該地的平均海拔高度為276米（即906英尺）。